# Парафія святого Михаїла у Сможе
Парафія святого Михаїла — в селі Сможе (також Сможа Вижня) — Сколівського (перед 1832—1906) і Тухлянського (1907—1944) деканатів Львівської архиєпархії УГКЦ.
Дерев'яна церква збудована в 1901 (за іншими даними у 1874) році, на місці давнішої дерев'яної церкви, яка існувала ще перед 1832 роком (дата першого Шематизму Львівської архиєпархії).

## Капелани в с. Сможе
- о. Тимотей Чоловський — перед 1831 — + 1833 (виконував служіння на парафіях в Оряві, Сможу і Тухольці; помер в Оряві 2 березня 1833 року).
- о. Михайло Семенович (або Сем'янович) — 1833—1840 (нар. 1807, висвячений 1833 як одружений священик; був адміністратором парафії в Оряві 1833—1840, в той же час обслуговував Сможе, потім був парохом в Розгірчу (1840—1851), де й помер 25 жовтня 1851 року.
- о. Іван Лескович — 1840—1843 (нар. 1807, висвячений 1838 року як одружений священик; душпастирював у Тухольці (1838—1843), Жупани (1839—1840), Сможе (1840—1843), Орява (1840—1841), Гостів (1843—1847), Суходіл (1847—1883), помер в с. Суходіл 2 січня 1883 року.
- о. Олександр Миронович — 1843—1851, потім знову два рази опікувався парафією в Сможу… (нар. 1817, висвячений 1842 року як одружений священик (вдівець з 1901); душпастирював: Григорів 1842—1843, Тухолька (1843—1849), Орява (1848—1903)…
- о. Стефан Шадецький — 1851—1857 (нар. 1822, висвячений 1850 року як одружений священик (вдівець з 1857); душпастирював: Старуня (1850), Тухолька (1850—1863), Сможе (1851—1857), помер 24 травня 1863 року в Тухольці.
- о. Олександр Миронович — 1857—1858…
- о. Євстахій Галицький — 1858—1878 (нар. 1807, висвячений 1851 року як одружений священик; душпастирював: Бабче (1851—1857), Дуба (1857—1858), Сможе (1858—1878), Труханів (1878—1879), помер 19 липня 1879 в Труханові.
- о. Юстин Лучаківський — 1878—1879, потім знову два рази опікувався парафією в Сможу… (нар.1841, висвячений 1865 року як одружений священик; душпастирював: Бурштин (1865—1866), Тухля (1866—1868), Тухолька (1871—1888), Сможе (1878—1879), Плав'є (1886—1887 і 1888—1892), помер в Плав'є 28 лютого 1902 року.
- о. Йосиф Височанський — 1879—1881 (нар. 1851, висвячений 1879 року як одружений священик; душпастирював: Сможе (1879—1881), Івачів (1881—1905), Тростянець малий (1883—1885), Кам'янки (1905—1912), помер 29 грудня 1912 року в Кам'янках.
- о. Олександр Миронович — 1881—1882…
- о. Юстин Лучаківський — 1882—1886…

## Парохи в с. Сможе
- о. Нестор Коржинський — 1886—1887 (нар. 1861, висвячений 4 квітня 1886 року як одружений священик; душпастирював: Сможе (1886—1887), Мединя (1887—1926), Перевозець (1887, 1924—1926), помер 7 жовтня 1926 року в Медині.
- о. Юстин Лучаківський — 1887—1888…
- о. Кароль Бардин — 1888—1890 (нар. 1863, висвячений 1888 року як одружений священик; душпастирював: Сможе (1888—1890), Жупани (1890—1891), Лани польські (1892—1918), віце-декан Кам'янко-Струмилівський (1914—1918), Братківці (1918—1932), віце-декан Стрийського деканату (1924—1925), декан Стрийського деканату (1925—1928), помер в с. Братківці 10 жовтня 1932 року.
- о. Михайло Форись — 1890—1891 (нар. 1862, висвячений 20 листопада 1886 року як одружений священик; душпастирював: Ілів (1886—1888), Войнилів (1888—1890), Сможе (1890—1891), Плісняни (1891—1892), Гологори-воля (1892—1897), Яричів новий (1897—1898), Терпилівка (1898—1899), Розвадів (1899—1900), Дроговиж (1900—1901), Суховоля (1901—1929), помер в Суховолі 21 грудня 1929 року.
- о. Михайло Бачинський — 1891—1896.
- о. Іван Головкевич — 1896—1897 (нар. 1868, висвячений 24 грудня 1893 року як одружений священик (вдівець з 1897); душпастирював: Новиця горішня (1894—1896), Сможе (1896—1897), Лукавиця вижня (1897—1904), Тейсарів (1904-[1944]), в 1917—1918 роках був Жидачівським деканом, дата і місце смерті невідомі.
- о. Миколай Гапій — 1897—1913 (нар. 1865, висвячений 1880 року як одружений священик; душпастирював: Завалів (1896—1897), Сможе (1897—1913), Берездівці (1913-[1944]), дата і місце смерті невідомі.
- о. Іван Луцишин — 1913—1918 (нар. 1883, висвячений 1909 року як одружений священик (висвячував Шептицький); душпастирював: Тур'я велика (1909—1911), Кадлубиська (1911—1913), Сможе (1913—1918), Осталовичі (1918-[1944]), Перемишлянський декан (1927—1931), після 1944 виїхав на Захід, відомо, що в 1954 році був у Нью-Йорку. Помер 25 червня 1963 року і похований в Джонсон Сіті, Нью-Йорк (Johnson City NY).
- о. Амврозій Турчманович — 1918—1927 (нар. 1879, висвячений 1909 року як одружений священик; душпастирював: Грабівка (1909—1912), Тухолька (1912—1929), Сможе (1918—1927), Лука (1929-[1944]), дата і місце смерті невідомі.
- о. Антін Мельник — 1927—1934 (нар. 1889, висвячений 1916 року як одружений священик; душпастирював: Синьків (1924—1927), Сможе (1927—1934), Баличі зарічні (1934-[1934]), невідомо де і коли помер.
- о. Ярослав Хавалка — [1936] — (нар. 1893, висвячений 1927 року як одружений священик; душпастирював: Синьків (1927—1929), Хмільно (1929—1931), Тухолька (1931—1936), Сможе ([1936]), помер в с. Тухолька 5 вересня 1936 року.
- о. Олексій Борис — 1938—1940 — (нар. 1907, висвячений 1938; душпастирював: Сможе (1938—1940), Воля задеревська (1940-[1944]), невідомо де і коли помер.